# Arche (álbum)
Arche (estilizado como ARCHE, palabra en griego que significa origen, teniendo profundidad filosófica) es el noveno álbum de estudio de larga duración de la banda DIR EN GREY lanzado el día 10 de diciembre del año 2014. La versión especial limitada contiene al álbum en un formato de CD llamado Blu-spec CD2, el cual es un CD creado por la Sony Music Entertainment Japan con la tecnología del Blu-ray. Según el tráiler, este álbum (al igual que los anteriores) está basado en el dolor.

## Canciones
| N.º | Título                         | Duración |  |
| 1.  | «Un deux»                      | 03:33    |  |
| 2.  | «咀嚼» (Soshaku)               | 04:10    |  |
| 3.  | «鱗» (Uroko)                   | 04:03    |  |
| 4.  | «Phenomenon»                   | 04:01    |  |
| 5.  | «Cause of fickleness»          | 03:25    |  |
| 6.  | «濤声» (Tōsei)                 | 05:31    |  |
| 7.  | «輪郭» (Rinkaku)               | 05:43    |  |
| 8.  | «Chain repulsion»              | 02:48    |  |
| 9.  | «Midwife»                      | 04:11    |  |
| 10. | «禍夜想» (Magayasō)            | 04:25    |  |
| 11. | «懐春» (Kaishun)               | 04:21    |  |
| 12. | «Behind a vacant image»        | 04:59    |  |
| 13. | «Sustain the untruth»          | 04:25    |  |
| 14. | «空谷の跫音» (Kūkoku no Kyōon) | 05:48    |  |
| 15. | «The inferno»                  | 03:15    |  |
| 16. | «Revelation of mankind»        | 03:23    |  |

### Disco 2: CD
| N.º | Título                                           | Duración |  |
| 1.  | «and Zero»                                       | 02:25    |  |
| 2.  | «てふてふ;» (Tefu Tefu)                          | 04:47    |  |
| 3.  | «Sustain the untruth [REMIX]»                    | 06:16    |  |
| 4.  | «Unraveling [REMIX]»                             | 03:33    |  |
| 5.  | «咀嚼 (Acoustic Ver.)» (Soshaku (Acoustic Ver.)) | 05:02    |  |
| 6.  | «鱗 (Crossover Ver.)» (Uroko (Crossover Ver.))   | 03:39    |  |
| 7.  | «Behind a vacant image (Acoustic Ver.)»          | 04:55    |  |

Este segundo CD es incluido en la versión especial limitada y la versión inicial limitada. En esta última, sólo están incluidas las pistas 3, 5 y 6.

### Disco 3: DVD/Blu-ray
| N.º | Título | Duración |  |
| 1.  | «Un deux (Shot In One Take)»                                                                                    |          |  |
| 2.  | «Chain Repulsion (Shot In One Take)»                                                                            |          |  |
| 3.  | «かすみ» (Kasumi)                                                                                               |          |  |
| 4.  | «蜜と唾» (Tsumi To Batsu)                                                                                       |          |  |
| 5.  | «激しさと、この胸の中で絡み付いた灼熱の闇» (Hageshisa To, Kono Mune No Naka De Karamitsuita Shakunetsu No Yami) |          |  |
| 6.  | «BEHIND THE SCENES OF ARCHE»                                                                                    |          |  |

Este DVD (o Blu-ray) es incluido en versión especial limitada. Las pistas 3, 4 y 5 son lives del TOUR14 PSYCHONNECT -mode of "GAUZE"?- grabados el 30 de agosto de 2014.